# Daniel Zuloaga
Pour les articles homonymes, voir Zuloaga.
Daniel Zuloaga y Boneta (Madrid, 8 avril 1852 - Ségovie, 27 décembre 1921) est un céramiste et peintre espagnol. Parmi ses travaux les plus renommés, on compte les façades du Palais de Velázquez ainsi que divers autres œuvres au Palais de cristal et à l'hôpital de Maudes (en).

## Biographie

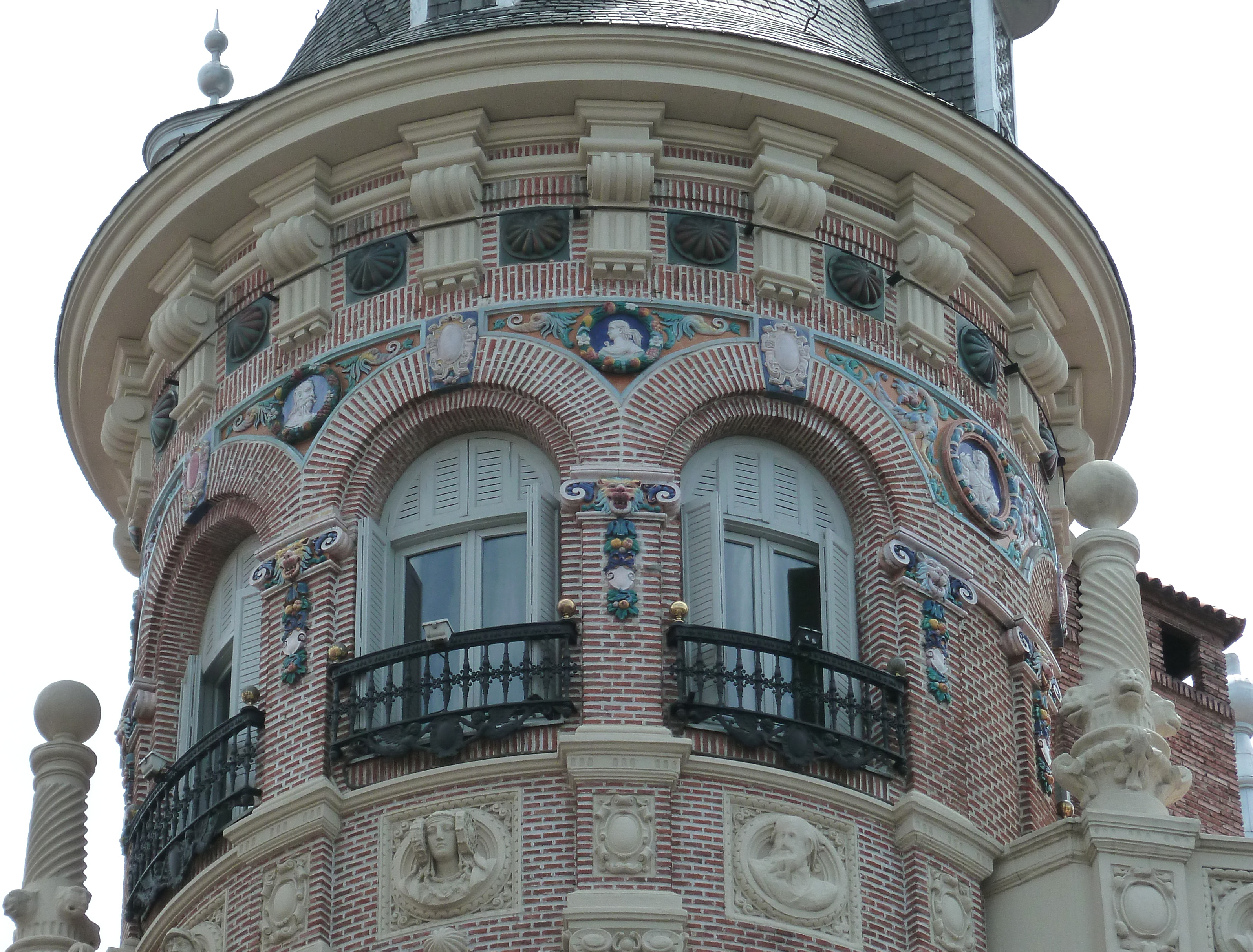
' (maison de Don Tomás de Allende) à la Plaza de Canalejas de Madrid (Espagne). La décoration en céramique a été réalisée par Daniel Zuloaga.

Daniel Zuloaga naît en 1852 dans une famille d'artisans spécialisés dans le travail du métal. Au cours des premières années de sa vie, il est formé dans ce domaine par sa famille, particulièrement par son père Eusebio Zuloaga, spécialiste dans l'acier de Damas, ainsi que par son beau-frère Ignacio Suárez Llanos (en), peintre d'une certaine renommée.
Zuloaga fréquente l'école de céramique d'art de Sèvres. À son retour en Espagne, il travaille à la manufacture royale de Moncloa-Aravaca.